# Rosángela Balbó
Rosángela Balbó (Turim, 16 de abril de 1941 — Cidade do México, 3 de novembro de 2011) foi uma atriz ítalo-mexicana. É mais conhecida no Brasil por interpretar Estefânia Peralta em Mar de amor, Marcela de Castillo em Camaleões e Margarida Lizárraga de Molina em As Tontas Não Vão ao Céu.

## Televisão
- La fuerza del destino (2011) .... Olga de los Santos
- Rafaela (2011) .... Sara
- Corazón salvaje (2009) .... Inés de Villarreal
- Mar de amor (2009-2010) .... Estefânia Peralta
- Camaleones (2009-2010) .... Marcela de Castillo
- La rosa de Guadalupe (2008-2011) .... Alfonsina / Nina / Ángela / María Clara
- Las tontas no van al cielo (2008) .... Margarida Lizárraga de Molina
- Al diablo con los guapos (2007-2008) .... Sra. Corcuera
- Destilando amor (2007) .... Josephine
- La fea más bella (2006-2007) .... Atriz
- Heridas de amor (2006) .... Rebeca Campuzano
- Barrera de amor (2005) .... Cayetana Linares
- Piel de otoño (2005) .... Elvira Castañeda
- Sueños y caramelos (2005) .... Magda
- Amy, la niña de la mochila azul (2004) .... Doña Perpetua de Betancourt
- Clase 406 (2002-2003) .... Bertha Ponce
- Así son ellas (2002) .... Martha de Corso
- La otra (2002) .... Socorrito
- Amigas y rivales (2001) .... Magdalena de Morell
- Por un beso (2000) .... Dra. Guzmán
- El precio de tu amor (2000) .... Giovanna
- Siempre te amaré (2000) .... Constanza de la Parra
- Tres mujeres (1999-2000) .... Rosa María Sánchez
- Ángela (1998) .... Esther Miranda Parra de Lizárraga
- Acapulco, cuerpo y alma (1995) .... Claudia de San Román
- María José (1995)
- Marimar (1994) .... Eugenia
- Sueño de amor (1993) .... Marcela
- Carrusel de las Américas (1992) .... Bertha
- Alcanzar una estrella II (1991) .... Mariana Castellar
- Juegos del destino (1981) .... Leticia
- Pobre Clara (1975) .... Lourdes
- Cristo negro (1971)

### Cinema
- Reclusorio III (1999)
- Aunque seas ajena (1998)
- Jóvenes amantes (1997)
- Hoy no circula (1993)
- Federal de narcóticos (División Cobra) (1991)
- Pacto de sinvergüenzas (1991)
- Dando y dando (1990)
- El jardín de la paz (1990)
- Traficantes del vicio (1990)
- Mi vecina me fascina (1990)
- Mi compadre Capulina (1989)
- Pobres ricos (1989)
- Bandas guerreras (1989)
- Pánico en el bosque (1989)
- El gran relajo mexicano (1988)
- Mi querida vecindad (1985)
- El patrullero 777 (1978)
- Pistolero del diablo (1974) .... Bertha
- Entre pobretones y ricachones (1973)
- La hora desnuda (1971)
- The Incredible Invasion (1971)
- El hermano Capulina (1970)
- Tres amigos (1970) .... Carmen
- El bulín (1969)
- La muñeca perversa (1969) .... Leticia
- La cama (1968) .... Mucama
- Matrimonio a la argentina (1968)
- Crimen sin olvido (1968)
- La perra (1967) .... Violeta
- Ritmo, amor y juventud (1966)
- Las locas del conventillo (1966)
- Lucía (1966)
- La gorda (1966)
- Hotel alojamiento (1966)
- Villa Delicia: playa de estacionamiento, música ambiental (1966)
- La industria del matrimonio (1965)
- Los hipócritas (1965)
- Los que verán a Dios (1963)
- Dar la cara (1962)
- Dr. Cándido Pérez, señoras (1962)
- Buscando a Mónica (1962)
- Amorina (1961)

### Teatro
- Los árboles mueren de pie
- Monólogos de la vagina
- Mujeres juntas... ni difuntas